# Nowe Okniny
Nowe Okniny – wieś w Polsce położona w województwie mazowieckim, w powiecie siedleckim, w gminie Wiśniew. Ma status sołectwa. Według danych pochodzących z Narodowego Spisu Powszechnego Ludności i Mieszkań z 2002 roku wieś miała 150 mieszkańców.
W latach 1975–1998 miejscowość administracyjnie należała do ówczesnego województwa siedleckiego.
W odległości 600 metrów od wsi przebiega droga krajowa nr  Sławatycze – Węgorzewo.
Wierni Kościoła rzymskokatolickiego należą do parafii pod wezwaniem św. Andrzeja z Awelinu w Radomyśli lub do parafii pod wezwaniem Matki Boskiej Częstochowskiej w Gręzówce.